# Orahua
Orahua is een bestuurslaag in het regentschap Nias Selatan van de provincie Noord-Sumatra, Indonesië. Orahua telt 794 inwoners (volkstelling 2010).